# Thomas Krause
Thomas Krause (ur. 1971) – niemiecki kombinator norweski. Zwycięzca klasyfikacji generalnej Pucharu Kontynentalnego w sezonie 1991/1992.
W sezonie 1991/1992 zwyciężył w klasyfikacji generalnej Pucharu Kontynentalnego (wówczas rozgrywanego pod nazwą Pucharu Europy). W swojej karierze odniósł jedną wygraną w zawodach tej rangi – 12 stycznia 1992 w Berchtesgaden (Gundersen K90/15 km). Na podium zmagań tego cyklu stawał jeszcze trzykrotnie, za każdym razem w sezonie 1991/1992 w rywalizacji w tym samym formacie (Gundersen K90/15 km) – 21 grudnia 1991 w Planicy był drugi, 15 lutego 1992 w Klingenthal trzeci i 22 lutego 1992 w Szczyrku także trzeci.
Baza FIS mylnie traktuje urodzonego w 1971 Krausego i jego młodszego rodaka noszącego to samo imię i nazwisko jako tę samą osobę. Młodszy Thomas Krause startował pod koniec lat 90. XX wieku i na początku XXI wieku, a następnie został trenerem kombinacji norweskiej – urodził się w listopadzie 1980 (w związku z czym przypisywane mu sukcesy starszego Thomasa Krausego w Pucharze Kontynentalnym miałby osiągnąć w wieku niespełna 12 lat) i reprezentował klub SV Mitteltal-Obertal z okolic Baiersbronn, podczas gdy starszy Krause był zawodnikiem klubu SC Motor Zella-Mehlis z Zella-Mehlis.

## Puchar Kontynentalny

### Miejsca w klasyfikacji generalnej
| Sezon     | Miejsce |
| --------- | ------- |
| 1991/1992 | 1.      |

### Miejsca na podium – chronologicznie
| Nr | Data             | Miejscowość   | Konkurencja         | Wynik zwycięzcy | Pozycja | Strata   | Zwycięzca          | Źródło |
| -- | ---------------- | ------------- | ------------------- | --------------- | ------- | -------- | ------------------ | ------ |
| 1. | 21 grudnia 1991  | Planica       | Gundersen K90/15 km | ?               | 2.      | ?        | Martin Bayer       | [ 2 ]  |
| 2. | 12 stycznia 1992 | Berchtesgaden | Gundersen K90/15 km | ?               | 1.      | -        | -                  | [ 2 ]  |
| 3. | 15 lutego 1992   | Klingenthal   | Gundersen K90/15 km | 42:34,3         | 3.      | +01:12,3 | Uwe Prenzel        | [ 5 ]  |
| 4. | 22 lutego 1992   | Szczyrk       | Gundersen K90/15 km | ?               | 3.      | ?        | Stanisław Ustupski | [ 2 ]  |